# نانسي مالون
نانسي مالون (بالإنجليزية: Nancy Malone)‏ هي ممثلة أمريكية، ولدت في 19 مارس 1935 في الولايات المتحدة، وتوفيت بنفس المكان في 8 مايو 2014 بسبب ابيضاض الدم. من الجوائز التي نالتها جائزة إيمي.

## جوائز
- جائزة إيمي

## وصلات خارجية
- نانسي مالون على موقع IMDb (الإنجليزية)
- نانسي مالون على موقع قاعدة بيانات برودواي على الإنترنت (الإنجليزية)
- نانسي مالون على موقع إن إن دي بي (الإنجليزية)
- نانسي مالون على موقع قاعدة بيانات الفيلم (الإنجليزية)